# Polska na Mistrzostwach Europy w Lekkoatletyce 2006
Polska na Mistrzostwach Europy w Lekkoatletyce 2006 – reprezentacja Polski podczas zawodów liczyła 59 zawodników, którzy zdobyli siedem medali, w tym ani jednego złotego.

## Rezultaty

### Mężczyźni
- bieg na 100 metrów
  - Dariusz Kuć zajął 6. miejsce
  - Łukasz Chyła odpadł w półfinale
  - Marcin Jędrusiński odpadł w półfinale
- bieg na 200 metrów
  - Marcin Urbaś odpadł w ćwierćfinale
- bieg na 400 metrów
  - Daniel Dąbrowski zajął 4. miejsce
  - Rafał Wieruszewski zajął 7. miejsce
  - Marcin Marciniszyn odpadł w półfinale
- bieg na 800 metrów
  - Mirosław Formela odpadł w półfinale
  - Grzegorz Krzosek odpadł w półfinale
- bieg na 1500 metrów
  - Mirosław Formela zajął 10. miejsce
- bieg na 10 000 metrów
  - Michał Kaczmarek zajął 18. miejsce
- bieg na 400 metrów przez płotki
  - Marek Plawgo zajął 2. miejsce
- bieg na 3000 metrów z przeszkodami
  - Radosław Popławski zajął 6. miejsce
  - Tomasz Szymkowiak odpadł w eliminacjach
- maraton
  - Rafał Wójcik zajął 12. miejsce
- sztafeta 4 × 100 metrów
  - Przemysław Rogowski, Łukasz Chyła, Marcin Jędrusiński i Dariusz Kuć zajęli 2. miejsce
- sztafeta 4 × 400 metrów
  - Daniel Dąbrowski, Piotr Kędzia, Piotr Rysiukiewicz, Rafał Wieruszewski i Marcin Marciniszyn (eliminacje) zajęli 3. miejsce
- chód na 50 kilometrów
  - Roman Magdziarczyk zajął 6. miejsce
  - Grzegorz Sudoł zajął 10. miejsce
  - Kamil Kalka zajął 17. miejsce
- skok w dal
  - Marcin Starzak odpadł w kwalifikacjach
- skok o tyczce
  - Przemysław Czerwiński zajął 5. miejsce
- pchnięcie kulą
  - Tomasz Majewski zajął 8. miejsce
- rzut dyskiem
  - Piotr Małachowski zajął 6. miejsce
  - Andrzej Krawczyk zajął 10. miejsce
  - Olgierd Stański odpadł w kwalifikacjach
- rzut młotem
  - Szymon Ziółkowski zajął 5. miejsce

### Kobiety
- bieg na 100 metrów
  - Daria Onyśko zajęła 8. miejsce
  - Dorota Dydo odpadła w eliminacjach
- bieg na 200 metrów
  - Monika Bejnar zajęła 4. miejsce
- bieg na 400 metrów
  - Grażyna Prokopek odpadła w półfinale
- bieg na 800 metrów
  - Aneta Lemiesz odpadła w półfinale
  - Ewelina Sętowska odpadła w półfinale
- bieg na 1500 metrów
  - Lidia Chojecka zajęła 5. miejsce
  - Anna Jakubczak odpadła w eliminacjach
  - Justyna Lesman odpadła w eliminacjach
- bieg na 10 000 metrów
  - Grażyna Syrek zajęła 20. miejsce
- bieg na 100 metrów przez płotki
  - Aurelia Trywiańska zajęła 5. miejsce
- bieg na 400 metrów przez płotki
  - Anna Jesień zajęła 6. miejsce
  - Marta Chrust-Rożej odpadła w eliminacjach
  - Agnieszka Karpiesiuk odpadła w eliminacjach
- bieg na 3000 metrów z przeszkodami
  - Wioletta Janowska zajęła 3. miejsce
  - Katarzyna Kowalska zajęła 9. miejsce
- sztafeta 4 × 100 metrów
  - Joanna Gabryelewicz, Daria Onyśko, Beata Makaruk i Iwona Dorobisz odpadły w eliminacjach
- sztafeta 4 × 400 metrów
  - Monika Bejnar, Grażyna Prokopek, Ewelina Sętowska, Anna Jesień i Marta Chrust-Rożej (eliminacje) zajęły 3. miejsce
- chód na 20 kilometrów
  - Sylwia Korzeniowska zajęła 7. miejsce
- skok w dal
  - Małgorzata Trybańska zajęła 12. miejsce
- trójskok
  - Małgorzata Trybańska zajęła 11. miejsce
  - Karolina Tymińska odpadła w kwalifikacjach
- skok o tyczce
  - Monika Pyrek zajęła 2. miejsce
  - Róża Kasprzak zajęła 8. miejsce
  - Joanna Piwowarska zajęła 12. miejsce
- pchnięcie kulą
  - Krystyna Zabawska zajęła 9. miejsce
  - Magdalena Sobieszek zajęła 12. miejsce
- rzut dyskiem
  - Wioletta Potępa zajęła 5. miejsce
  - Joanna Wiśniewska zajęła 12. miejsce
- rzut młotem
  - Kamila Skolimowska zajęła 3. miejsce
  - Katarzyna Kita odpadła w kwalifikacjach

- rzut oszczepem
  - Barbara Madejczyk zajęła 7. miejsce
- siedmiobój
  - Karolina Tymińska nie ukończyła